# Raisting
Raisting est une municipalité dans l'Arrondissement de Weilheim-Schongau, en Haute-Bavière, Allemagne, sur la Route du Roi-Louis.

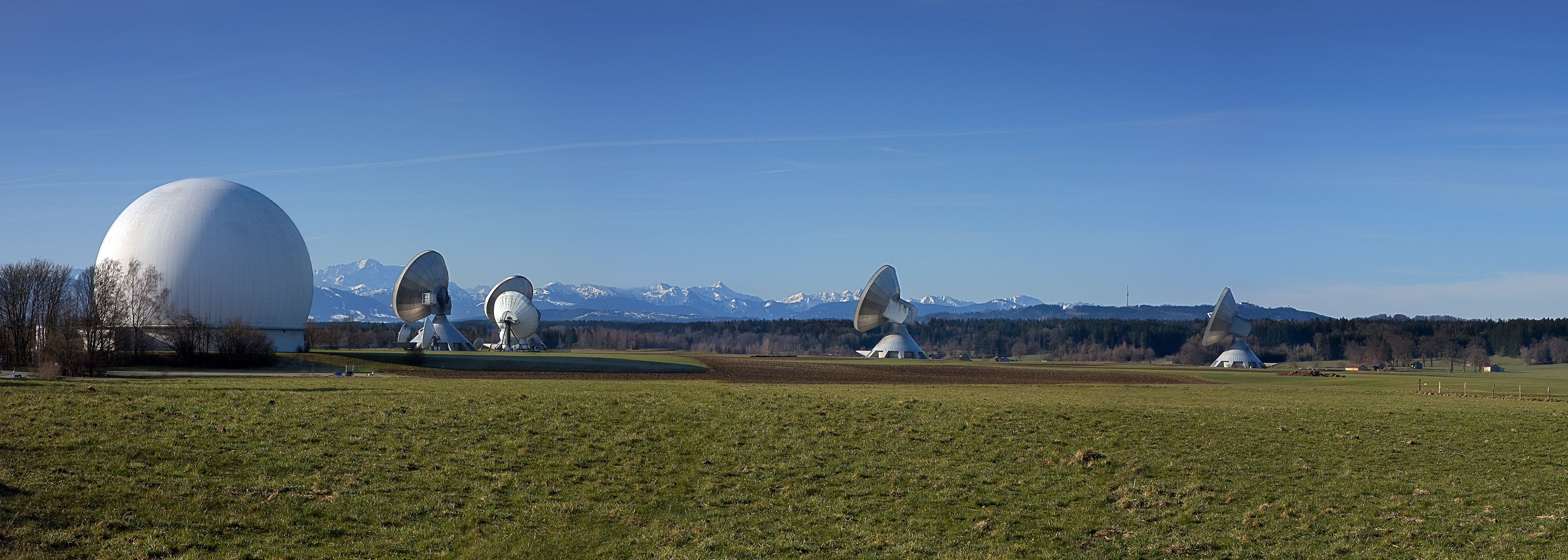
Antennes paraboliques de Raisting

## Géographie
Raisting est situé dans la région de l'Oberland.
Ses subdivisions sont : Raisting, Sölb, Stillern, Ertelmühle et Rothbad.

## Histoire
La commune est mentionnée pour la première fois dans un acte de 776. Elle appartenait au monastère de Dießen. Le village faisait partie de l'électorat de Bavière. Son statut a été modifié par la sécularisation de 1803. La municipalité actuelle a vu le jour dans le cadre des réformes administratives en Bavière (édit de 1818). En 1978, on créa l'entité de Pähl-Raisting qui fut modifiée  le 1er janvier 2007.

### Population
- 1970 : 1304 habitants recensés.
- 1987 : 1541
- 2000 : 2061
- 2007 : 2249

## Économie
On dénombrait en 1998 608 personnes assujetties à la sécurité sociale. Il y avait six entreprises de construction et en 1999, 63 exploitations agricoles occupaient une superficie de 1353 ha dont 171 de terres arables et 1180 de prairies.
En 1999, 74 enfants fréquentaient le jardin d'enfants et une école primaire (avec 12 instituteurs) accueillaient 279 élèves.

## La station terrienne de réception
A Raisting, les six antennes de réception satellite, d'un diamètre de 6 à 32 m. forment l'ensemble de télécommunication le plus important du monde. Ces antennes ont été installées dès 1963 par la Deutsche Bundespost puis la Deutsche Telekom.

## Personnalités
Thomas Schaidhauf (1735–1807), sculpteur rococo de l'École de Wessobrunn, est mort à Raisting